# هازجية
الهَازِجِيَّة أو عصافير القصب أو هوازج القصب (الاسم العلمي: Acrocephalidae)، هي فصيلة من الطيور تتبع رتبة العصفوريات. تحتوي على ستة أجناس.

## الأجناس
- الهاجزة (الاسم العلمي: Acrocephalus)
- الخنشع (الاسم العلمي: Hippolais)
- (الاسم العلمي: Iduna)
- (الاسم العلمي: Calamonastides)
- (الاسم العلمي: Nesillas)

كما تم حذف الجنس Chloropeta، وقسمت أنواعه على جنسي Iduna و Calamonastides.